# Kypros Nicolaides
Kyprianos "Kypros" Nicolaides MBBS BSc FRCOG (Pafos, Chipre británica, 1953) es un profesor grecochipriota en Medicina fetal en el King's College Hospital de Londres. Él es uno de los pioneros en medicina fetal y sus descubrimientos han revolucionado el campo. Fue elegido miembro de la Academia Nacional de Medicina de EE. UU. en 2020 por "mejorar la atención a las mujeres embarazadas en todo el mundo con enfoques pioneros, rigurosos y creativos, y hacer contribuciones fundamentales al diagnóstico prenatal y a todos los trastornos obstétricos importantes". Este se considera uno de los más altos honores en los campos de la salud y la medicina y reconoce a las personas que han demostrado logros profesionales sobresalientes y compromiso con la profesión.

## Biografía
Nació en 1953 en Paphos, Chipre, y asistió al Colegio de Inglaterra en Nicosia. Estudió Bioquímica y Fisiología en el King's College de Londres y Medicina en la  Escuela de Medicina y Odontología de King's College en Londres, graduándose en 1978. Poco después de graduarse, en 1980, se unió al Departamento de  Obstetricia y Ginecología, investigando al lado del Profesor Stuart Campbell y el Profesor Charles Rodeck como su primer asistente, trabajando principalmente en técnicas y procedimientos  fetoscópicos. Gracias a su destreza en los procedimientos, el equipo de Rodeck-Nicolaides pronto produjo artículos importantes sobre el uso de fetoscopia en el manejo de una amplia variedad de afecciones tales como isoinmunización Rhesus, hidropesía fetal y restricción del crecimiento intrauterino, y procedimientos como el muestreo de sangre y tejido en el diagnóstico de defectos de un solo gen.
En 1986 se convirtió en Director del Centro de Investigación en Primogenitura Harris para la Medicina Fetal, la primera Unidad de Medicina Fetal en el Reino Unido, inaugurado en 1984 por Diana de Gales. Su programa de investigación y enseñanza convirtió al King's College Hospital en el mayor y más famoso centro de medicina fetal en el mundo.
Ha ocupado el cargo de profesor de medicina fetal en King's College London desde 1992. Ha sido miembro de varios grupos de estudio del Real Colegio de Obstetras y Ginecólogos, presidente del Comité Educativo de la Asociación Mundial de Medicina Perinatal y presidente del Comité Científico de la Sociedad Internacional de Ultrasonido en Obstetricia y Ginecología.
También es el fundador y presidente de una organización benéfica del Reino Unido, la Fundación de Medicina Fetal, que creó en 1995. La principal fuente de ingresos de la organización benéfica es una clínica privada, y la Fundación de Medicina Fetal ha donado más de 45 millones de libras esterlinas para financiar la formación de médicos de todo el mundo y para realizar importantes estudios de investigación multicéntricos en medicina fetal. La Fetal Medicine Foundation también organiza el Congreso Mundial de Medicina Fetal anual, al que asisten más de 2000 participantes y ha implementado una serie de cursos educativos en Internet para médicos y pacientes que están disponibles de forma gratuita.
Es autor de más de 1,500 artículos de revistas arbitradas y más de 30 libros y monografías. Tiene un índice H de 174, que es el más alto de cualquier Obstetra y ginecólogo en el mundo, y su investigación se ha citado más de 130.000 veces. Ha supervisado a 55 médicos en la obtención de títulos de doctorado y médico y ha impartido formación en Medicina Fetal a más de 700 médicos de 50 países.
Ha desarrollado métodos (i) de monitorización de parto prematuro (que es la principal causa de morbilidad y mortalidad perinatal) mediante la medición de la longitud cervical y la prevención mediante el uso de progesterona vaginal, (ii) la detección de pre-eclampsia (que es una de las principales causas de mortalidad materna) por medición del flujo sanguíneo al útero por Doppler y la medición de la presión arterial y la hormona factor de crecimiento placentario y la prevención mediante el uso de la aspirina, (iii) métodos de detección temprana de anormalidades cromosómicas a través de la medición de translucencia nucal, y espina bífida a través de los signos de 'limón y banana', y (iv) métodos de terapia fetal, incluyendo transfusiones sanguíneas fetales para embarazos de glóbulos rojos con isoinmunización, derivación toracoamniótica para derrames pleurales fetales, la cirugía endoscópica con láser para los embarazos de gemelos idénticos con grave síndrome de transfusión fetofetal en colaboración con el profesor Yves Ville y la colocación endoscópica de un globo en la tráquea fetal para el tratamiento de hernia diafragmática grave en colaboración con los profesores Ene Deprest y Eduard Gratacós. ha propuesto recientemente un nuevo modelo de atención del embarazo - "Encendido de la pirámide de la atención prenatal" el objetivo es evaluar el riesgo para la mayoría de las complicaciones del embarazo relevantes que afectan a la madre y el feto durante una visita al hospital a las 11-13 semanas de gestación y, sobre la base de tales riesgos, proporcionar atención personalizada para reducir un resultado adverso.

## Premios y reconocimientos
- Ian Donald Medalla de oro por la contribución más alta en ultrasonido, Sociedad Internacional de Ultrasonido en Obstetricia y Ginecología, 1999[24]
- Erich Saling Premio a la contribución científica más alta en Medicina Perinatal, Asociación Mundial de Medicina Perinatal, 2001[25]
- Excelencia en Letras, Cultura y Ciencia, Gobierno de Chipre, 2004
- Beca honoraria del Instituto Americano de Ultrasonido en Medicina, EE. UU., 2004
- Membresía de la Academia Internacional de Medicina Perinatal, Barcelona, España, 2005[26]
- Doctorado honoris causa en Medicina, Universidad de Atenas, Grecia, 2005
- Doctorado honoris causa en Medicina, Universidad de Varsovia, Polonia, 2009
- Doctorado honoris causa en Medicina, Universidad de Bucarest, Rumania, 2009
- Doctorado honoris causa en Medicina, Universidad de Jinan, China, 2010
- Cátedra Spinoza, Universidad de Ámsterdam, Países Bajos, 2010
- Doctorado honoris causa en Medicina, Universidad Palacky de Olomouc, República Checa, 2011
- Cátedra honoraria de Medicina, Universidad de Ioannina, Grecia, 2012
- Doctorado honoris causa en Medicina, Universidad Europea de Chipre, Chipre, 2013
- Premio Europeo de Maternidad por distinción en la carrera profesional y dedicación al campo de la Medicina Perinatal, Asociación Europea de Medicina Perinatal, 2014[27]
- Eardley Holland Medalla de oro por su destacada contribución a la ciencia, la práctica y la enseñanza de la obstetricia y la ginecología, Royal College of Obstetricians and Gynecologists, 2015[28]
- Doctorado honoris causa en Medicina, Universidad de Tesalia, Grecia, 2016
- Doctorado honoris causa en Medicina, Aristotelion University of Thessaloniki, Grecia, 2017
- Doctorado honoris causa en Medicina, Universidad Médica de Preven, Bulgaria, 2017
- Doctorado honoris causa en Medicina, Universidad de Chipre, Chipre, 2017
- Naguib Pasha Mahfouz Premio, Universidad de El Cairo, Egipto, 2018[29]
- Doctorado honorario en Medicina, Universidad de Lovaina, Bélgica, 2019[30]
- Doctorado honoris causa en Medicina, Universidad de Buenos Aires, Argentina, 2019
- Beca honoraria del Colegio de Obstetras y Ginecólogos de Hong Kong, China, 2020[31]
- Miembro de EE. UU. National Academy of Medicine, EE. UU., 2020[32]

## Televisión
El programa de televisión de la BBC Life Before Birth trata principalmente sobre su trabajo.
Nicolaides también protagoniza el primer episodio de la serie documental de Netflix "The Surgeon's Cut", que se lanzó a nivel mundial el 9 de diciembre de 2020. Este episodio sigue a Nicolaides en el King's College Hospital en Londres, donde su trabajo en cirugía láser endoscópica se utiliza para tratar el síndrome de transfusión de gemelo a gemelo, una afección prenatal potencialmente mortal.